# Diszkrét egyenletes eloszlás
A valószínűségszámítás elméletében és a statisztika területén a diszkrét egyenletes eloszlás egy olyan valószínűségi eloszlás, ahol a felvehető értékek halmaza nem egy intervallum, hanem különálló számok halmaza, amelyek mind ugyanolyan valószínűséggel adódnak.
Egy közismert példa a diszkrét egyenletes eloszlásra a kockadobás, ahol a kocka teljesen szabályos. A lehetséges értékek 1, 2, 3, 4, 5, 6 és minden kockadobáskor bármely érték valószínűsége 1/6. Ha viszont két kockát dobunk, akkor az értékek összeadódnak, és az eloszlás már nem lesz egyenletes, mivel a két kocka dobása utáni ’eredmény’eknek már nem lesz egyenlő a valószínűsége.
Ha egy [a,b] egész számokat tartalmazó tartományt tekintünk, akkor a és b lesznek az eloszlás fő paraméterei.
Így a kumulatív eloszlásfüggvény k ∈ [a,b]-re:
{\displaystyle F(k;a,b)={\frac {\lfloor k\rfloor -a+1}{b-a+1}}}

## A maximum becslése
k megfigyelésből, az {\displaystyle 1,2,\dots ,N} egész számok között az N maximumot keressük (akarjuk megbecsülni).
Ez a probléma úgy is ismert, mint a német tankprobléma, mely nyomán megbecsülték a német tankok számát a második világháború alatt.
Az UMVU becslési módszer szerint:
{\displaystyle {\hat {N}}={\frac {k+1}{k}}m-1=m+{\frac {m}{k}}-1}
ahol m a legnagyobb megfigyelt mintaelem, és k a minta nagysága.
A szórásnégyzet:
{\displaystyle {\frac {1}{k}}{\frac {(N-k)(N+1)}{(k+2)}}\approx {\frac {N^{2}}{k^{2}}}{\text{ kis mintákra }}k\ll N}
így a szórás: közel {\displaystyle N/k},

## Jellemző görbék
|  |  |